# شهود يهوه
شهود يهوه هي طائفة مسيحية ذات معتقدات لاثالوثية لا تعترف بالطوائف المسيحية الأخرى، ويفضلون أن يُدعوا بشهود يهوه تمييزًا لهم عن الطوائف المسيحية الأخرى. كانت بداياتهم في أوائل سبعينيات القرن التاسع عشر في ولاية بنسلفانيا الأمريكية على يد «تشارلز تاز راسيل»، نشأ الشهود من مجموعة صغيرة لدراسة الكتاب المقدس وكبرت هذه المجموعة فيما بعد لتصبح «تلاميذ الكتاب المقدس»، يتميز الشهود بروابطهم المتينة دون أي حواجز عرقية أو قومية، ووعظهم التبشيري الدؤوب في الذهاب إلى أصحاب البيوت وعرض دروس بيتية مجانية عن الكتاب المقدس، ورفضهم لمظاهر الاحتفالات التي يزاولها أغلب المسيحيين بميلاد المسيح، ولا يحتفلون شهود يهوه بأعياد الميلاد الفردية، ولا يخدم الشهود في الجيش وهم محايدون سياسيا إذ لا يتدخلون بأي شكل من أشكال السياسة، كما أنهم لا يؤمنون بالثالوث ولا بشفاعة القديسين ولا بنار الهاوية كوسيلة لتعذيب الأشرار، كما يؤمنون بأن 144 ألف مسيحي ممّن يدعونهم «ممسوحين بالروح» سيملكون مع المسيح في الملكوت (بحسب مفهومهم، الملكوت هو حكومة سماوية برئاسة المسيح) وبأن بقية الأشخاص الصالحين سيعيشون في فردوس أرضي إذ سيرثون الأرض ويتمتعون بالعيش إلى الأبد بفضل تلك الحكومة السماوية.
يؤكد شهود يهوه أن الاسم يهوه هو اسم الله وهو يرد في الكتاب المقدس (المخطوطات الاصلية) أكثر من 7200 مرة، (مزمور 18:83) ولكن المترجمين قاموا باستبدال الاسم بلقب «الرب». ويكنّ الشهود مقداراً كبيراً من الالتزام بعقيدتهم وحرصاً أشدّ في حضور الاجتماعات التي تعقد مرتين في الأسبوع في القاعات العامّة وفي حضور المحافل التي تعقد 3 مرات في السنة في قاعات أكبر أو ملاعب رياضية. وقام الشهود باتّخاذ اللقب «شهود يهوه» بشكل رسمي في عام 1931 (اشعياء 10:43).

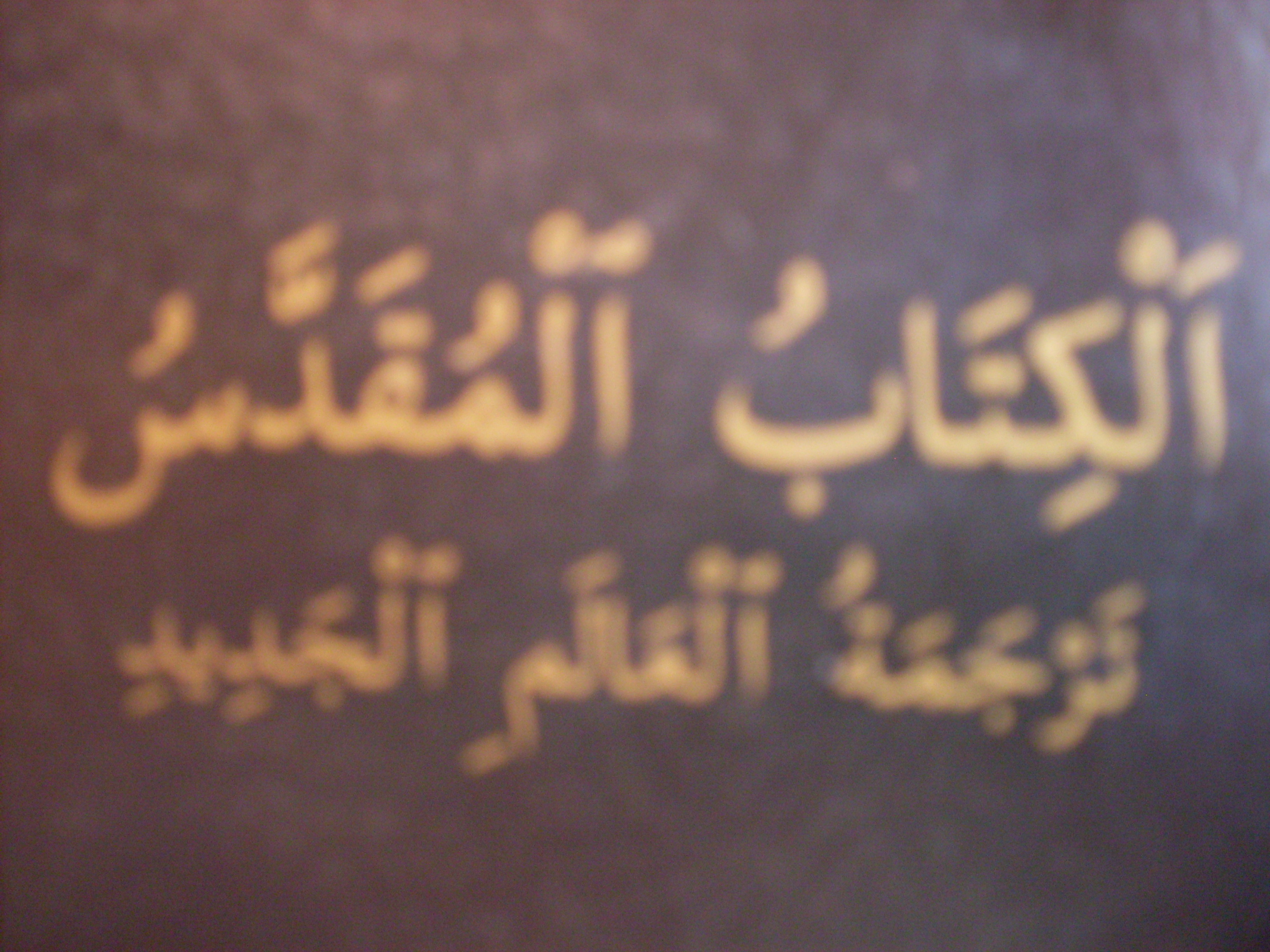

## التاريخ

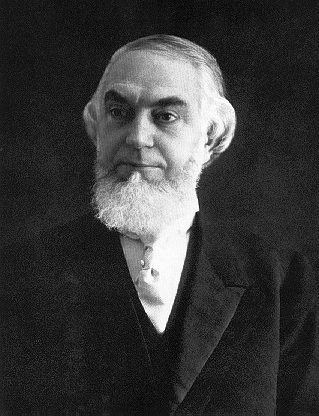
القس تشارلز راسيل، مؤسس جمعية برج المراقبة

في عام 1870، قام تشارلز راسيل بتشكيل فريق في بيتسبرغ، بنسلفانيا لدراسة الكتاب المقدس. خلال فترة خدمته، عارض تشارلز راسيل العديد من معتقدات المسيحية السائدة بما في ذلك خلود الروح، ونار الجحيم، والأقدار، والعودة الجسدية ليسوع المسيح، والثالوث، وحرق العالم. في عام 1876، التقى راسيل مع نيلسون بربور. في وقت لاحق من ذلك العام أنتجوا كتابًا مشتركًا في ثلاثة عوالم، والذي جمع بين وجهات النظر التعويضية ونبوءة نهاية الزمان. علم الكتاب أن تعاملات الله مع البشرية كانت مقسمة تدبيرية تنتهي كل واحدة بـ "الحصاد"، حيث عاد المسيح كروح غير مرئية في عام 1874  لافتتاح "حصاد عصر الإنجيل"، وأن عام 1914 يمثل نهاية فترة 2520 عامًا تسمى "الأمم" الأوقات،"  في ذلك الوقت سيتم استبدال المجتمع العالمي بالتأسيس الكامل لملكوت الله على الأرض.  وابتداءً من عام 1878، قام راسل وباربور بتحرير مشترك لمجلة دينية، هيرالد أوف ذا مورنينغ.  في يونيو 1879 انقسم الاثنان حول الاختلافات العقائدية، وفي يوليو بدأ راسل في نشر مجلة برج مراقبة صهيون ومجلة حضور المسيح، مشيرة إلى أن الغرض منها هو إثبات أن العالم كان في "الأيام الأخيرة"، وأن عصرًا جديدًا للتعويضات الأرضية والبشرية في عهد المسيح كان وشيكًا.
منذ عام 1879، اجتمع أنصار برج المراقبة كتجمعات مستقلة لدراسة الكتاب المقدس بشكل موضوعي. تم تأسيس ثلاثين مجمعًا، وخلال عامي 1879 و1880، زار راسل كل منها لتقديم الشكل الذي أوصى به لإجراء الاجتماعات. في عام 1881، ترأس ويليام هنري كونلي «جمعية برج المراقبة في صهيون»، وفي عام 1884، قام راسيل بدمج الجمعية باعتبارها شركة غير ربحية لتوزيع الكتيبات والأناجيل.  قبل حوالي عام 1900، راسيل نظمت آلاف جزئي وبدوام كاملcolporteurs، وكان تعيين الأجانب المبشرين وإنشاء مكاتب فرعية. وبحلول العقد الأول من القرن العشرين، احتفظت منظمة راسيل بما يقرب من مائة «واعظ» أو مبشر متنقل. شارك راسيل في جهود نشر عالمية مهمة خلال وزارته، وبحلول عام 1912، أصبح المؤلف المسيحي الأكثر توزيعًا في الولايات المتحدة.
نقل راسل المقر الرئيسي لجمعية برج المراقبة إلى بروكلين، نيويورك، في عام 1909، جامعاً بين مكاتب الطباعة والشركات ودار العبادة. تم إيواء المتطوعين في منزل قريب اسمه بيثيل. حدد الحركة الدينية على أنها «طلاب الكتاب المقدس»، وبشكل أكثر رسمية باسم رابطة طلاب الكتاب المقدس الدوليين. بحلول عام 1910، ارتبط حوالي 50000 شخص في جميع أنحاء العالم بالحركة وأعادت التجمعات انتخابه سنويًا كـ «القس». توفي راسيل في 31 أكتوبر 1916 عن عمر يناهز 64 عامًا أثناء عودته من جولة محاضرة وزارية.

### إعادة التنظيم (1917-1942)

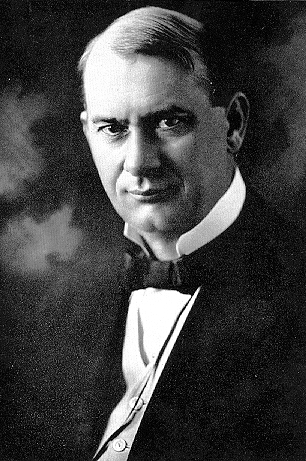
جوزيف راذرفورد، مؤسس شهود يهوه.

في يناير 1917، انتخب الممثل القانوني لجمعية برج المراقبة، جوزيف فرانكلين رذرفورد، رئيسًا جديدًا لها. كان انتخابه محل نزاع، واتهمه أعضاء مجلس الإدارة بالتصرف بطريقة استبدادية وسرية. أدت الانقسامات بين مؤيديه وخصومه إلى تحول كبير في الأعضاء على مدار العقد التالي. في يونيو 1917، أصدر The Finished Mystery باعتباره المجلد السابع من سلسلة دراسات راسيل في سلسلة الكتاب المقدس. الكتاب، الذي نُشر على أنه عمل راسل بعد وفاته، كان عبارة عن تجميع لتعليقاته على أسفار الكتاب المقدس لحزقيال وسفر الرؤيا، بالإضافة إلى الإضافات العديدة لطلاب الكتاب المقدس كلايتون وودوورث وجورج فيشر.  انتقدت بشدة رجال الدين الكاثوليك والبروتستانت والمشاركة المسيحية في الحرب العالمية الأولى. ونتيجة لذلك، سُجن مديرو جمعية برج المراقبة بتهمة التحريض على الفتنة بموجب قانون التجسس في عام 1918 وتعرض الأعضاء لعنف الغوغاء. تم إطلاق سراح المديرين في مارس 1919 وتم إسقاط التهم الموجهة إليهم في عام 1920.
فرض رذرفورد سيطرة تنظيمية مركزية على جمعية برج المراقبة. في عام 1919، أسس تعيين مدير في كل جماعة، وبعد عام تم توجيه جميع الأعضاء للإبلاغ عن نشاطهم الكرازي الأسبوعي إلى المقر الرئيسي في بروكلين. في مؤتمر دولي عقد في سيدار بوينت، أوهايو، في سبتمبر 1922، تم التركيز بشكل جديد على الوعظ من منزل إلى بيت.  تغييرات كبيرة في العقيدة وقدمت إدارة رذرفورد بانتظام خلال خمسة وعشرين عاما رئيسا للبلاد، بما في ذلك إعلان 1920 أن الآباء العبرية (مثل إبراهيم وإسحاق) من شأنه أن يبعث من جديد في عام 1925، بمناسبة بداية المسيح الصورة "مملكة دنيوية عمرها ألف عام. بسبب خيبة الأمل من التغييرات والتنبؤات التي لم تتحقق، حدثت عشرات الآلاف من الانشقاقات خلال النصف الأول من فترة رذرفورد، مما أدى إلى تشكيل العديد من منظمات طلاب الكتاب المقدس المستقلة عن برج المراقبة المجتمع،  لا يزال معظمها موجودًا. بحلول منتصف عام 1919، توقف ما يصل إلى واحد من كل سبعة من طلاب الكتاب المقدس في عصر راسيل عن ارتباطهم بالجمعية، وما يصل إلى ثلاثة أرباعهم بحلول نهاية العشرينيات من القرن الماضي.
في 26 يوليو 1931، في مؤتمر عقد في كولومبوس بولاية أوهايو، قدم رذرفورد الاسم الجديد - شهود يهوه - استنادًا إلى إشعياء 43:10: «أنتم شهود لي، يقول الرب، وعبدي الذي اخترته: قد تعرفونني وتصدقونني، وتفهمون أنني أنا هو: لم يكن هناك إله قبلي، ولن يكون هناك بعدي.»(نسخة الملك جيمس) - التي تم تبنيها بقرار. تم اختيار الاسم لتمييز مجموعته من طلاب الكتاب المقدس عن المجموعات المستقلة الأخرى التي قطعت العلاقات مع الجمعية، وكذلك ترمز إلى التحريض على آفاق جديدة والترويج لطرق التبشير الجديدة. في عام 1932، ألغى رذرفورد نظام الشيوخ المنتخبين محليًا وفي عام 1938، قدم ما أسماه نظامًا تنظيميًا «ثيوقراطيًا» (حرفيًا، يحكمه الله)، والذي بموجبه تمت التعيينات في التجمعات في جميع أنحاء العالم من مقر بروكلين.
منذ عام 1932، تم تعليم أن «القطيع الصغير» البالغ عدده 144000 شخص لن يكون الوحيد الذي ينجو من أرمجدون. أوضح رذرفورد أنه بالإضافة إلى 144000 «الممسوح» الذين سيُقامون - أو يُنقلون عند الموت - للعيش في السماء ليحكموا على الأرض مع المسيح، ستعيش فئة منفصلة من الأعضاء، «الجمهور الكبير»، في فردوس مُعاد على الأرض؛ اعتبارًا من عام 1935، تم اعتبار المتحولين الجدد إلى الحركة جزءاً من تلك الفئة.  بحلول منتصف الثلاثينيات من القرن الماضي، تم نقل توقيت بداية حضور المسيح (باليونانية: parousía) وتنصيبهكملك وبداية «الأيام الأخيرة» إلى عام 1914.
كما تطورت تفسيراتهم للكتاب المقدس، مرسوماً المنشورات الشاهد حيث أنَّ الأعلام الوطنية هو شكل من أشكال الوثنية، مما أدى إلى اندلاع موجة جديدة من العنف الغوغاء والمعارضة الحكومية في الولايات المتحدة، كندا، ألمانيا وغيرها من الدول.
بلغت العضوية العالمية لشهود يهوه 113,624 في 5323 جماعة بحلول وقت وفاة رذرفورد في يناير 1942.

### التطور المستمر

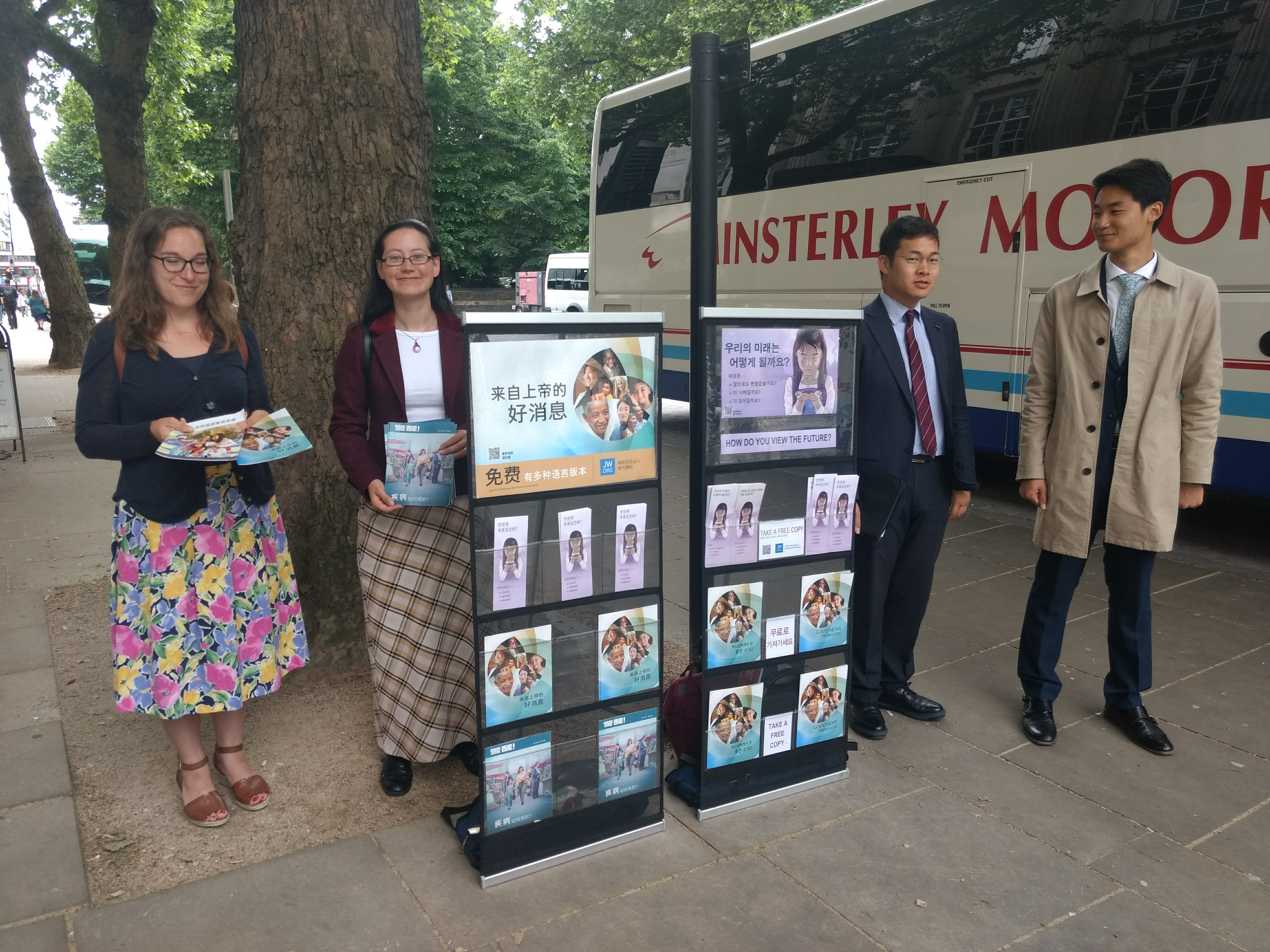
شهود يهوه خارج المتحف البريطاني.

عُين ناثان هومر كنور كرئيس ثالث لجمعية برج المراقبة للكتاب المقدس والمنشورات في عام 1942. كلف كنور بترجمة جديدة للكتاب المقدس، ترجمة العالم الجديد للكتاب المقدس، والتي صدرت النسخة الكاملة منها في عام 1961. وقام بتنظيم أعمال دولية كبيرة الجمعيات، وأقامت برامج تدريبية جديدة للأعضاء، ووسع النشاط التبشيري والمكاتب الفرعية في جميع أنحاء العالم. تميزت رئاسة كنور أيضًا بالاستخدام المتزايد للتعليمات الصريحة التي توجه الشهود في أسلوب حياتهم وسلوكهم، واستخدام أكبر للإجراءات القضائية المتعلقة بالمجتمع لفرض قانون أخلاقي صارم.
منذ عام 1966، أوجدت منشورات الشهود ومحادثات المؤتمر توقعًا لاحتمال أن يبدأ حكم المسيح الذي يمتد لألف عام في أواخر عام 1975 أو بعد ذلك بوقت قصير. زاد عدد المعمودية بشكل ملحوظ، من حوالي 59000 في عام 1966 إلى أكثر من 297000 في عام 1974. بحلول عام 1975، تجاوز عدد الأعضاء النشطين مليوني شخص. انخفضت العضوية في أواخر السبعينيات بعد أن ثبت خطأ التوقعات لعام 1975. لم تذكر أدبيات جمعية برج المراقبة بشكل دوغمائي أن عام 1975 سيشكل بالتأكيد النهاية، ولكن في عام 1980 اعترفت جمعية برج المراقبة بمسؤوليتها عن بناء الأمل في تلك السنة.
أعيدت مكاتب الخدم والشيخوخة إلى رهبانيات الشهود في عام 1972، مع التعيينات التي تم إجراؤها من المقر الرئيسي (ولاحقًا، من خلال اللجان الفرعية أيضًا). أُعلن أنه، اعتبارًا من سبتمبر 2014، سيتم إجراء التعيينات من قبل المشرفين المتنقلين. في إصلاح تنظيمي كبير في عام 1976، تضاءلت سلطة رئيس جمعية برج المراقبة، مع تمرير سلطة القرارات العقائدية والتنظيمية إلى الهيئة الحاكمة. منذ وفاة كنور في عام 1977، شغل فريدريك فرانز (1977-1992) وميلتون هنشل منصب الرئيس.(1992-2000)، وكلاهما عضو في مجلس الإدارة، ومنذ عام 2000 من قبل آخرين ليسوا أعضاء في الهيئة الحاكمة. في عام 1995، تخلى شهود يهوه عن فكرة أن أرمجدون يجب أن تحدث خلال حياة الجيل الذي كان على قيد الحياة في عام 1914 وفي عام 2010 غيروا تعاليمهم عن «الجيل».

## منظمة

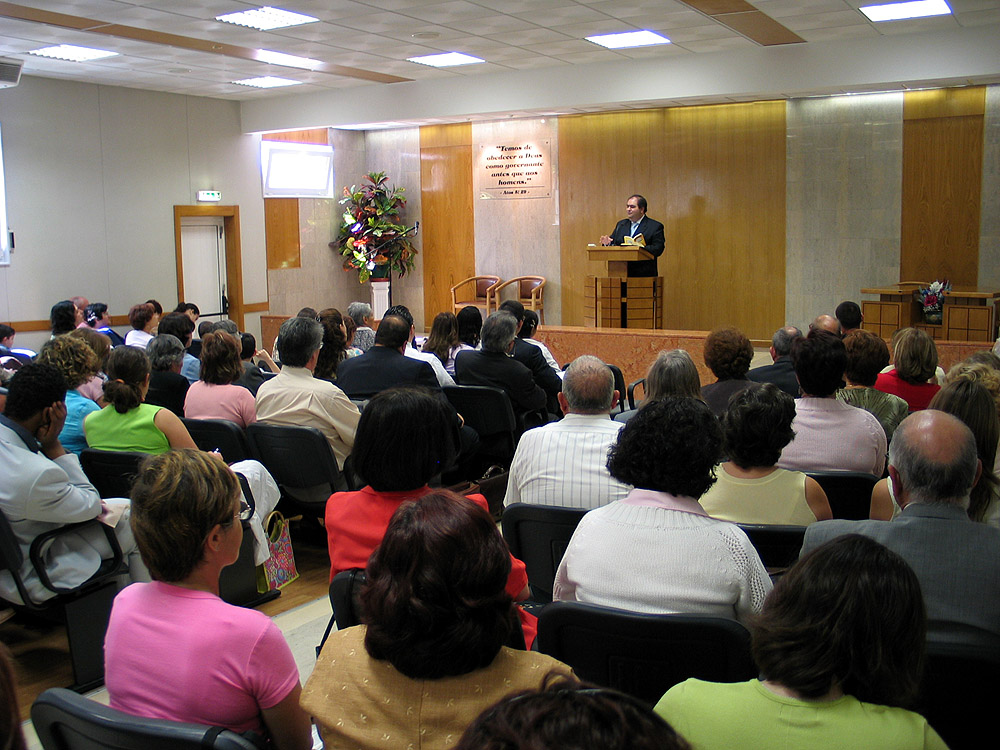
العبادة في قاعة الملكوت في البرتغال.

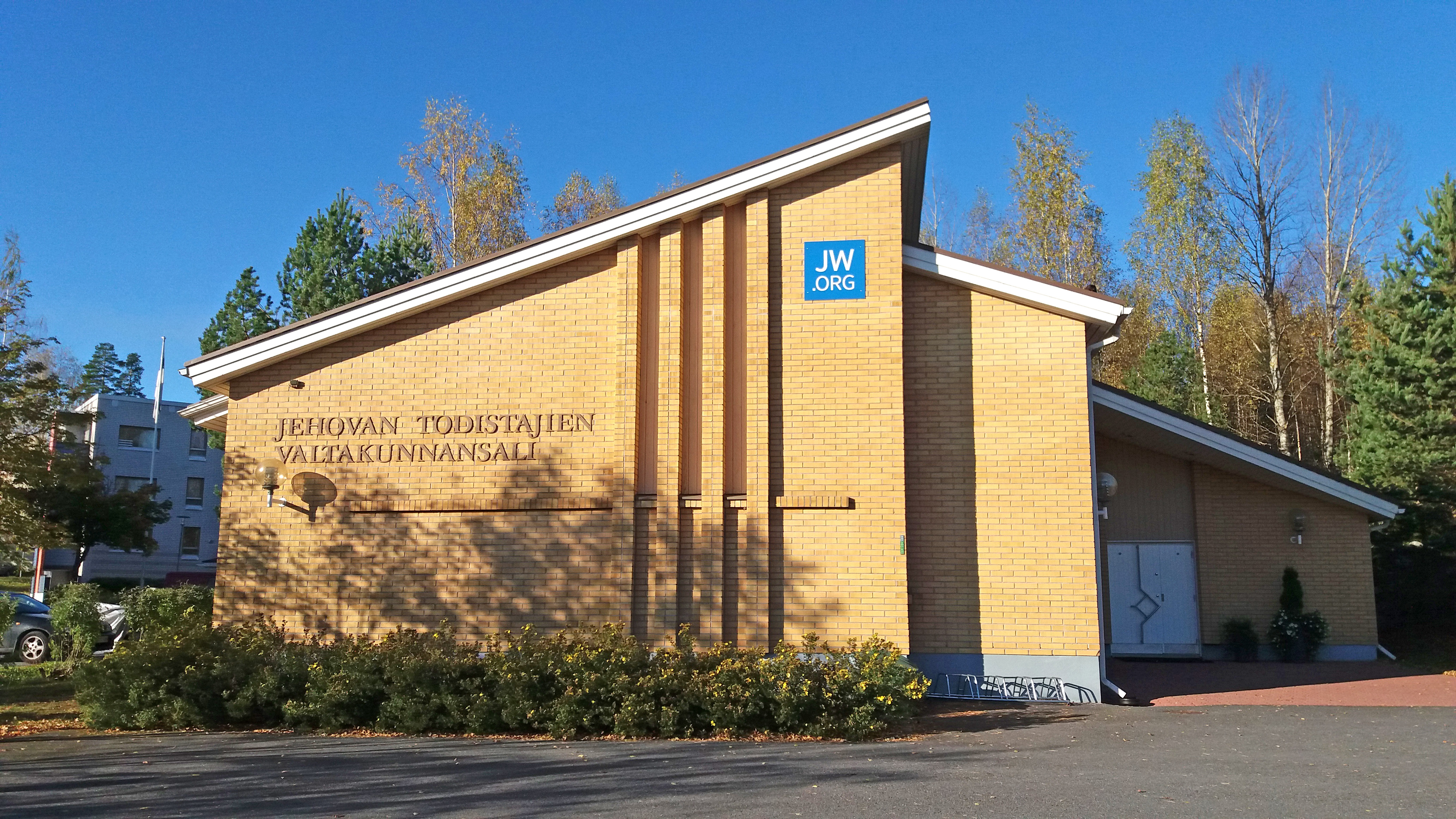
قاعة الملكوت في كوبيو، فنلندا.

شهود يهوه منظمون بشكل هرمي، فيما تسميه القيادة "منظمة ثيوقراطية"، مما يعكس إيمانهم بأنه "منظمة الله المرئية" على الأرض.  يقود المنظمة الهيئة الحاكمة - وهي مجموعة من الرجال فقط تختلف في الحجم، ولكن منذ يناير 2018 ضمت ثمانية أعضاء، جميعهم أعلنوا أنهم من "الممسوحين" "فصل دراسي يأمل في الحياة السماوية - مقره في مقر جمعية برج المراقبة في وارويك.  لا توجد انتخابات للعضوية. يتم اختيار أعضاء جدد من قبل الهيئة الحالية.  حتى أواخر عام 2012، و"المتحدث" باسم "فئة العبيد الأمناء والحصيفين " (ثم ما يقرب من 10000 من شهود يهوه "الممسوحين" الذين أعلنوا أنفسهم).  في الاجتماع السنوي لعام 2012 لجمعية برج المراقبة، تم تعريف "العبد الأمين والحصيف" على أنه يشير إلى الهيئة الحاكمة فقط. يوجه مجلس الإدارة العديد من اللجان المسؤولة عن الوظائف الإدارية، بما في ذلك النشر وبرامج التجميع وأنشطة التبشير. وهي تعين جميع أعضاء لجنة الفروع والمشرفين المتجولين، بعد تزكية الفروع المحلية لهم، مع مشرفين جوالين يشرفون على دوائر الكنائس داخل ولاياتهم القضائية. يقوم المشرفون المتنقلون بتعيين الشيوخ المحليين والعاملين الوزاريين، وبينما يجوز للمكاتب الفرعية تعيين لجان إقليمية لأمور مثل بناء قاعة المملكة أو الإغاثة في حالات الكوارث.  تعيش القيادة والموظفون المساعدون في ممتلكات مملوكة للمنظمة في جميع أنحاء العالم يشار إليها باسم "بيثيل" حيث يعملون كمجتمع ديني ووحدة إدارية.  تغطي المنظمة نفقات معيشتهم وتكاليف متطوعين آخرين بدوام كامل بالإضافة إلى راتب شهري أساسي.
كل جماعة لديها هيئة من شيوخ وخدام وزاريين معينين بدون أجر. يتحمل كبار السن المسؤولية العامة عن إدارة الجماعة، وتحديد أوقات الاجتماعات، واختيار المتحدثين وعقد الاجتماعات، وتوجيه أعمال الوعظ العامة، وإنشاء «لجان قضائية» للتحقيق واتخاذ قرار بشأن الإجراءات التأديبية في القضايا التي تنطوي على سوء سلوك جنسي أو مخالفات عقائدية.  كبار السن الجدد يتم تعيينهم من قبل مشرف متنقل بعد توصية الهيئة الحالية لكبار السن. يقوم الخدم الوزاريون - المعينون بطريقة مماثلة للشيوخ - بالواجبات الكتابية والمرافقة، ولكن يمكنهم أيضاً التدريس وعقد الاجتماعات.  لا يستخدم الشهود «الشيخ» كعنوان للدلالة على تقسيم رسمي بين رجال الدين والعلمانيين، على الرغم من أن الشيوخ قد يستخدمون امتيازاً كنسياً فيما يتعلق بالاعتراف بالخطايا.
المعمودية شرط لاعتبار المرء عضوا في شهود يهوه. لا يمارس شهود يهوه معمودية الأطفال،  ولا تعتبر المعمودية السابقة التي تقوم بها الطوائف الأخرى صالحة. يجب على الأفراد الذين يخضعون للمعمودية التأكيد علنًا على أن التفاني والمعمودية يعتبرونهم "أحد شهود يهوه بالاشتراك مع منظمة الله الموجهة بالروح"، على  الرغم من أن منشورات الشهود تقول إن المعمودية ترمز إلى التفاني الشخصي لله وليس "للإنسان" أو العمل أو المنظمة ".  تؤكد أدبياتهم على ضرورة أن يكون الأعضاء مطيعين ومخلصين ليهوه و"لهيئته"، ينص على أن الأفراد يجب أن يظلوا جزءاً منها لنيل رضا الله والبقاء على قيد الحياة في أرمجدون.

### نشر
تنتج المنظمة قدراً كبيراً من الأدب كجزء من أنشطتها الكرازية.  أنتجت جمعية برج المراقبة أكثر من 227 مليون نسخة من ترجمة العالم الجديد كليًا أو جزئيًا بأكثر من 185 لغة. مجلة برج المراقبة ومجلة استيقظ! هي المجلات الأكثر انتشارًا في العالم. بترجمة منشورات الشاهد أكثر من 2000 متطوع في جميع أنحاء العالم، منتجين أدبًا بلغة 1000 لغة.  المنشورات متاحة أيضًا على الإنترنت على الموقع الرسمي للمنظمة.

### التمويل
يتم توفير الكثير من تمويلهم من خلال التبرعات، في المقام الأول من الأعضاء. لا يوجد عشور ولا جباية. في عام 2001، أدرجت نيوزدي جمعية برج المراقبة كواحدة من أغنى أربعين شركة في نيويورك، حيث تجاوزت عائداتها 950 مليون دولار.  ذكرت المنظمة لنفس العام أنها «أنفقت أكثر من 70.9 مليون دولار في رعاية الرواد الخاصين والمبشرين والمشرفين المتنقلين في مهام الخدمة الميدانية الخاصة بهم.»

### مصادر العقيدة

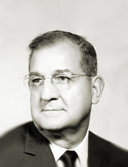
ناثان كنور ، الرئيس الثالث لجمعية برج المراقبة

### يهوه

يهوه، بالكتابة العبرية.

### عبادة

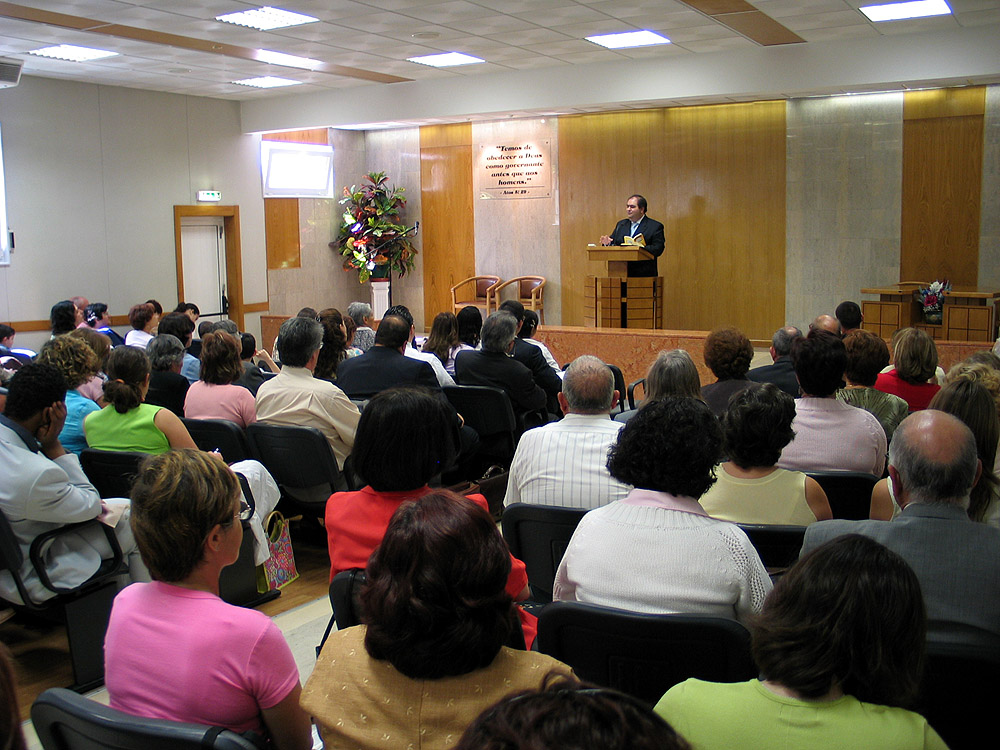
العبادة في قاعة الملكوت في البرتغال

### الكرازة

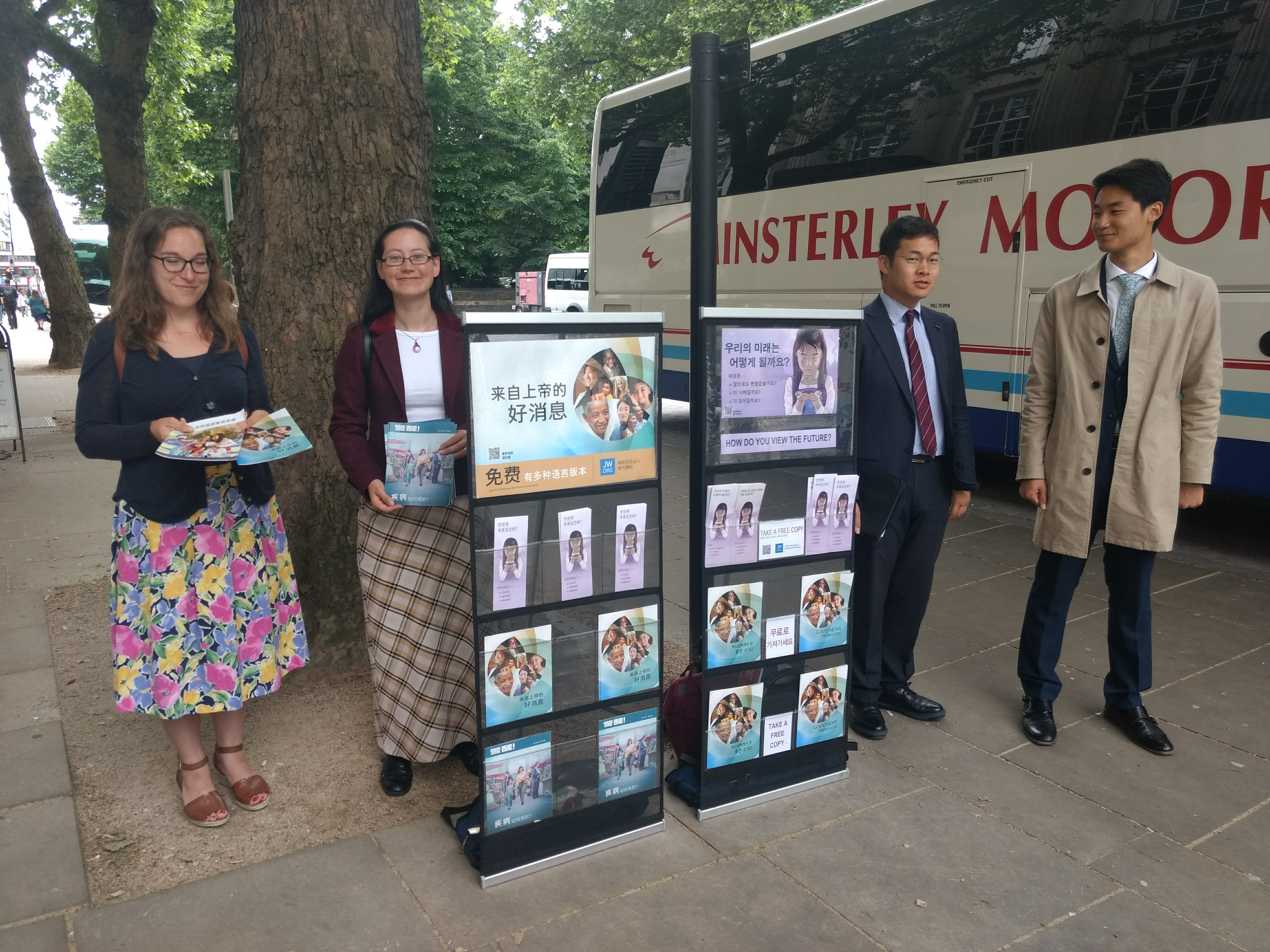
شهود يهوه خارج المتحف البريطاني ، 2017

### اضطهاد

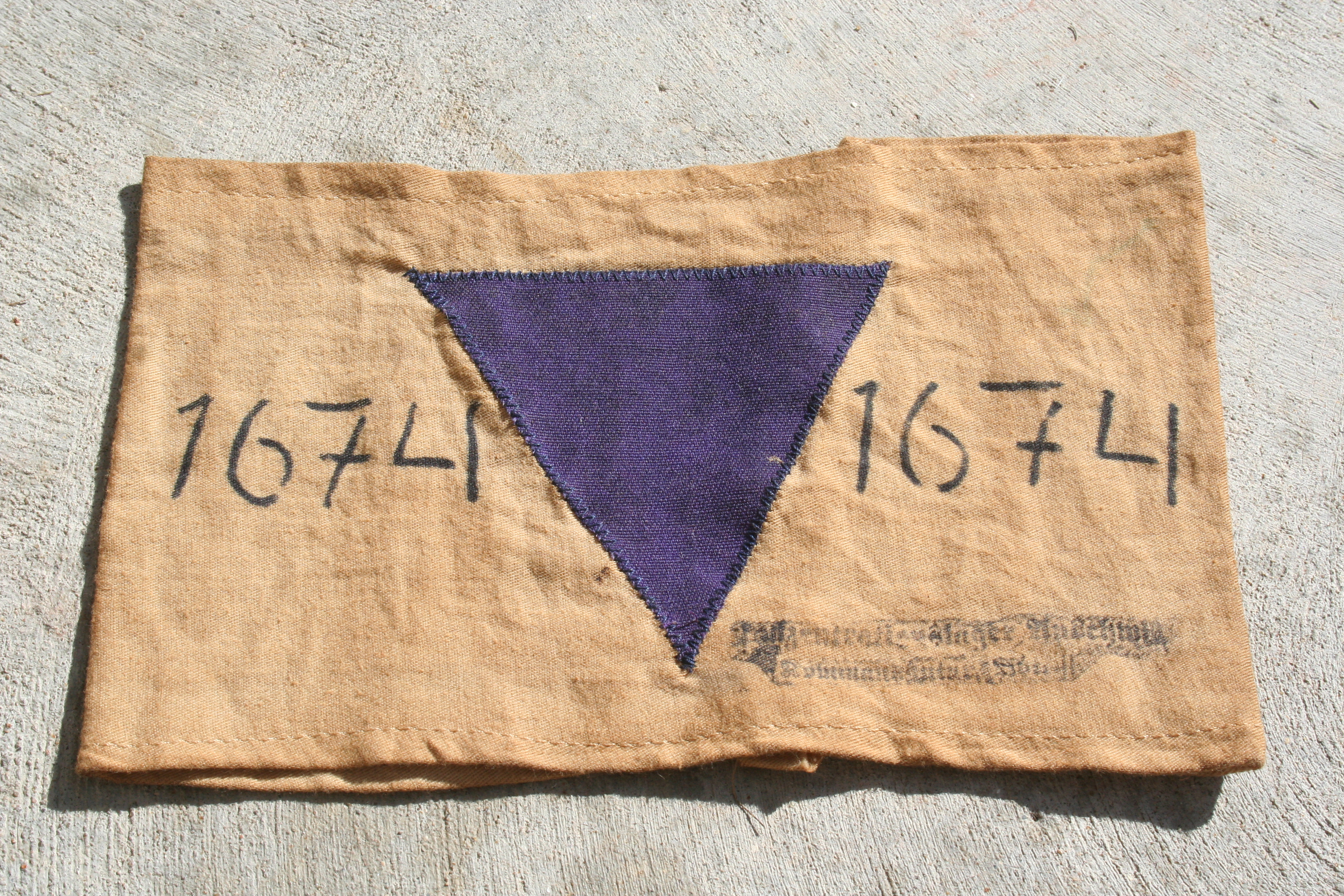
تم التعرف على سجناء شهود يهوه بواسطة شارات المثلث الأرجواني في معسكرات الاعتقال النازية.

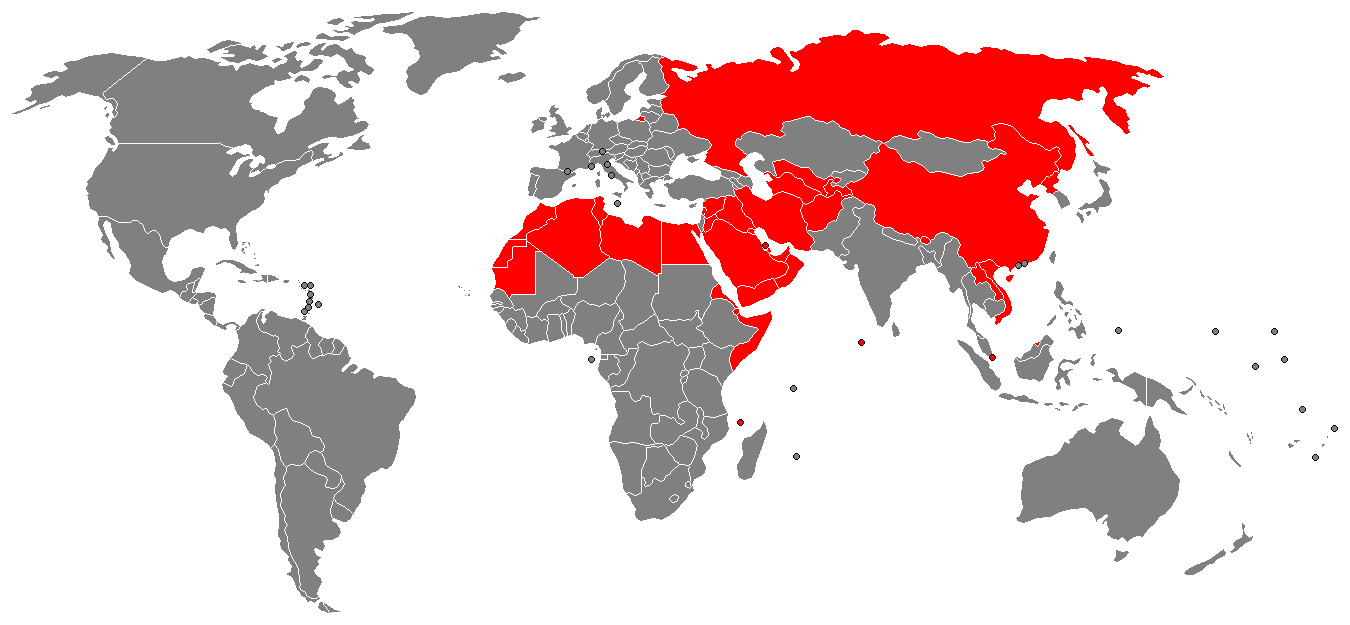
البلدان التي تُحظر فيها أنشطة شهود يهوه.

## المعتقدات